# Płyta gramowidowa

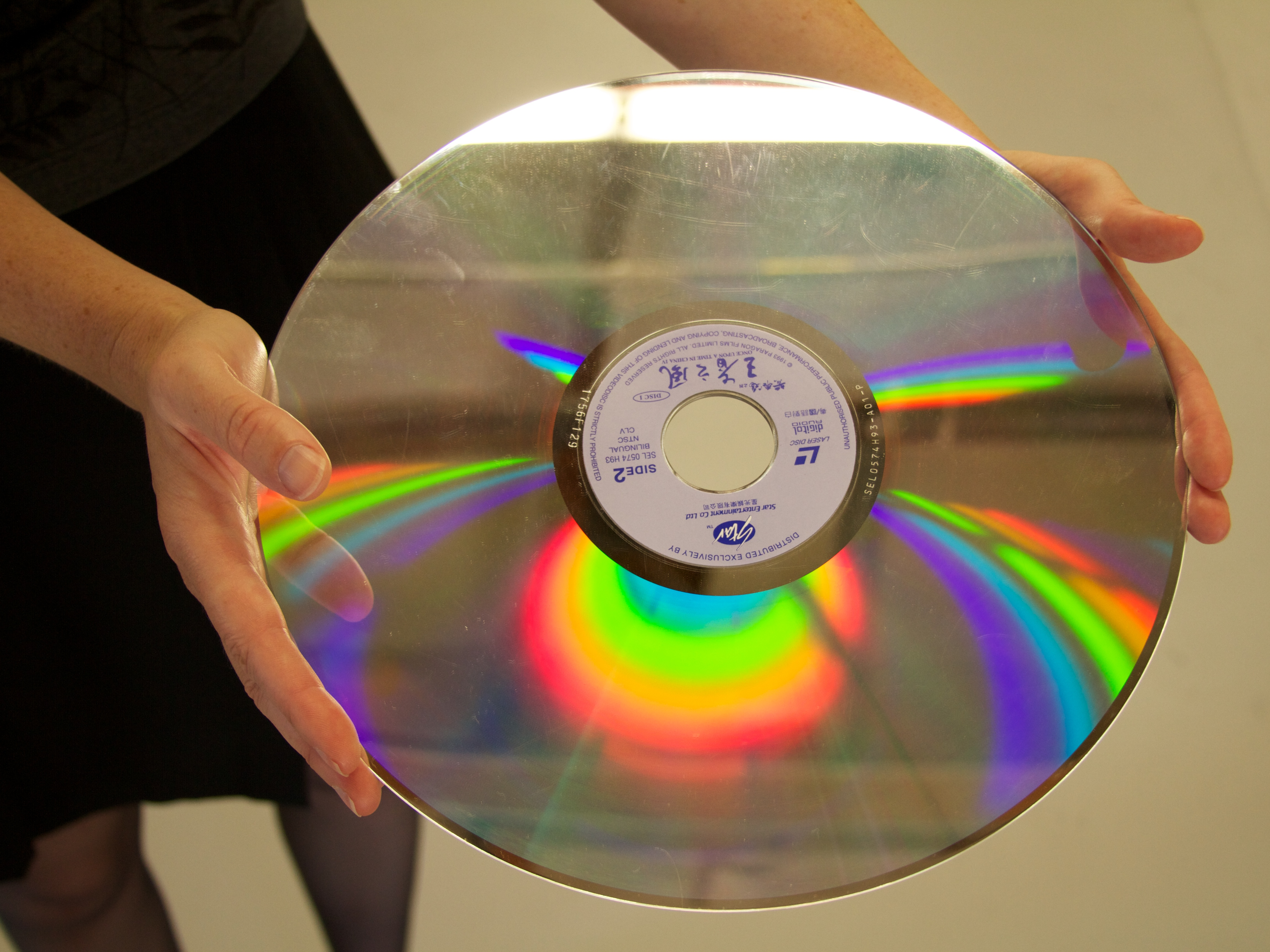
Płyta gramowidowa

Płyta gramowidowa, płyta wizyjna, dysk wizyjny (ang. Laser Disc) – nośnik filmów (i towarzyszącego im dźwięku), przeznaczony do odtwarzania za pomocą gramowidu. Obraz jest zapisywany analogowo na specjalnych dyskach przypominających CD, jednak znacznie większych. Nośnik był mało popularny w Polsce. Płyta gramowidowa została zastąpiona mniejszą płytą DVD.

## Technologia zapisu
Płyta gramowidowa to krążek z tworzywa sztucznego, na którym zapisany jest sygnał wizyjny i foniczny w postaci rowka, podobnie jak na płycie gramofonowej. Na takiej płycie mieści się do 140 skoków rowka na 1 mm promienia płyty. W formie subtelnie pofalowanego rowka zapisany jest tzw. zespolony sygnał wizji, zawierający informację o luminacji, chrominacji każdej linii obrazu, impulsy synchronizacji linii poziomych i odchylania ramki. Dźwięk zapisywało się wykorzystując modulację amplitudy impulsów synchronizacji linii. Ponieważ w tradycyjnym systemie PAL częstotliwość impulsów linii poziomych wynosi 15 625 Hz, to pasmo dźwięku monofonicznego jest ograniczone do ok. 6 kHz.